# Hanchithalapura, Chamarajanagar
Hanchithalapura là một làng thuộc tehsil Chamarajanagar, huyện Chamarajanagar, bang Karnataka, Ấn Độ.